# S-Bahn Chur

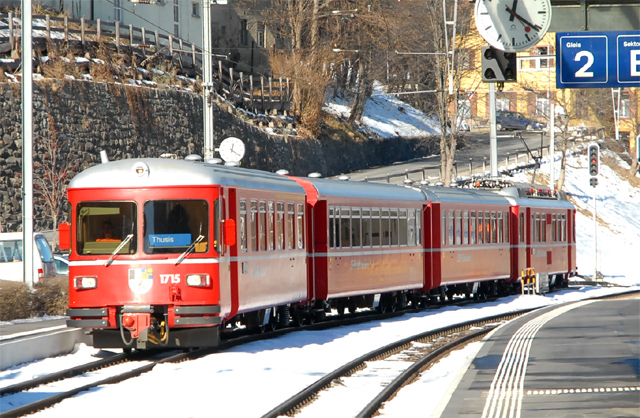
S-Bahn-Zug in Thusis

Als S-Bahn Chur werden zwei S-Bahn-Linien der Rhätischen Bahn (RhB) in der Agglomeration Chur bezeichnet.

## Geschichte
Per Fahrplanwechsel am 12. Dezember 2004 wurden auf der Bahnstrecke Landquart–Thusis die, vormals nummernlosen, Regionalzug-Relationen Landquart–Chur und Landquart–Thusis – Chur zunächst als S8 und S9 geführt. Erstere Relation wurde später an beiden Enden nach Schiers beziehungsweise Rhäzüns verlängert, zweitere nach Schiers. Seit 2009 figurieren die Linien als S1 und S2. Sie verkehren jeweils im 60-Minuten-Takt. Durch Überlagerung ergibt sich zwischen Schiers und Rhäzüns ein 20/40-Minuten-Takt.

## Linienübersicht
- S 1 Thusis – Rhäzüns – Reichenau/Tamins –  Chur – Landquart – Schiers
- S 2 Rhäzüns – Reichenau/Tamins –  Chur – Landquart – Schiers

Zudem verkehrt parallel auf der SBB-Normalspurstrecke Landquart–Chur die S 12 Sargans – Chur  der S-Bahn St. Gallen.